# Eric Strobel
Eric Martin Strobel, född 5 juni 1958 i Rochester i Minnesota, är en amerikansk före detta ishockeyspelare.
Strobel blev olympisk guldmedaljör i ishockey vid vinterspelen 1980 i Lake Placid.